# Arrondissement Oloron-Sainte-Marie
Arrondissement Oloron-Sainte-Marie (fr. Arrondissement de Oloron-Sainte-Marie) je správní územní jednotka ležící v departementu Pyrénées-Atlantiques a regionu Akvitánie ve Francii. Člení se dále na 12 kantonů a 155 obcí.

## Kantony
- Accous
- Aramits
- Arudy
- Laruns
- Lasseube
- Mauléon-Licharre
- Monein
- Navarrenx
- Oloron-Sainte-Marie-Est
- Oloron-Sainte-Marie-Ouest
- Sauveterre-de-Béarn
- Tardets-Sorholus